# Berliet VIR
Unter der Bezeichnung Berliet VIR wurden beim Fahrzeughersteller Berliet in Lyon 1933 Mittelklasse-Pkw mit Vierzylindermotor vorgestellt.

## Geschichte und Technik
Das Fahrzeug erhielt die schon aus dem Berliet 944 und 1144 bekannten wassergekühlten Vierzylindermotoren der Typen MKH3 und MKM (Kopfventile) deren technische Daten der unten stehenden Tabelle entnommen werden können. Beide Varianten unterschieden sich voneinander offenbar nur durch die unterschiedlichen Motoren, weswegen sie auch die Typenbezeichnungen VIR9 und VIR11 erhielten. Die Zahlen beziehen sich auf die unterschiedlichen Steuer-PS. Die allgemeine Betriebserlaubnis für beide Varianten wurde am 27. Oktober 1933 und damit kurz nach Ende des Pariser Autosalons 1933 erteilt. Von einer Ausstellung auf einem Pariser Salon oder Produktion ist nirgendwo etwas erwähnt: Offenbar blieben es Prototypen, gedacht als Studien zur Parallelentwicklung des Berliet 944 und 1144.
Motordaten: 
| Typ   | Motor | Zyl. | Bohrg. | Hub  | Hubr. | /min | CV    | PS    | Chassis | Bem.,  |
|       | Typ   | Zahl | mm     | mm   | cm³   | max  | fisc. | reell | kg      | Quelle |
| ----- | ----- | ---- | ------ | ---- | ----- | ---- | ----- | ----- | ------- | ------ |
| VIR9  | MKH3  | 4    | 68     | 112  | 1627  | 3000 | 9     | 40    | 800     | [ 3 ]  |
| VIR11 | MKM   | 4    | 80     | 99,6 | 2003  | 3000 | 11    | 50    | 840     | [ 4 ]  |

### Originalquellen
Eine Publikation, in der alle vor 1945 gebauten Berliet-Typen individuell abgehandelt wären, gibt es nicht. Neben der unten erwähnten Literatur wurde auf die folgende in der Fondation Berliet verwahrte Originalunterlagen zurückgegriffen:
- „Fiches des Mines“: Es sind die Werksunterlagen zur Erteilung einer allgemeinen Betriebserlaubnis, hierfür ist in Frankreich der „Inspecteur des mines“ sachlich zuständig. Diese Unterlagen sind im Berliet-Archiv chronologisch geordnet und nummeriert. Nicht zu jedem Typ bzw. Variante gibt es entsprechende Unterlagen, teils, weil sie wohl als Untervarianten eines anderen Typs verstanden wurden, für den eine gesonderte Erlaubnis nicht erforderlich war, teils wohl, weil diese Unterlagen im Laufe der letzten 100 Jahre verlorengegangen sind. Bei Militärtypen gibt es Hinweise, dass eine Betriebserlaubnis direkt durch militärische Dienststellen erfolgte, was entsprechende „fiches des mines“ überflüssig machte. Die Quellenbezeichnung lautet: „Fiches No....“

### Sonstige Quellen
- René Bellu, Toutes les voitures Françaises 1932, in Automobilia Hors-Serie No.80, Paris 2006, zit. als „Bellu 1932“
- René Bellu, Toutes les voitures Françaises 1933, in Automobilia Hors-Serie No.96, Paris 2009, zit. als „Bellu 1933“
- René Bellu, Toutes les voitures Françaises 1934, Automobilia Hors-Serie No.22, Paris 2002, zit. als „Bellu 1934“
- Monique Chapelle: Berliet. 1. Auflage. EMCE, Saint-Chamond 2016, ISBN 978-2-35740-049-8.